# Trans Ethiopia
Trans Ethiopia is een Ethiopische voetbalclub uit de stad Mek'ele. Trans Ethiopia komt uit in de Premier League, de nationale voetbalcompetitie van het land.